# سانتبيدور
بلدية سانتبيدور (بالكاتالانية: Santpedor) هي إحدى بلديات مقاطعة برشلونة، والتي تقع في منطقة كاتالونيا، شرق إسبانيا.
يبلغ عدد سكانها 6.557 نسمة وفقاً لإحصائية سنة (2007).

## أعلام
- بيب غوارديولا
- رافا مارتينيز